# Tào Thanh công
Tào Thanh công (chữ Hán: 曹声公; trị vì: 514 TCN-510 TCN), tên thật là Cơ Dã (姬野), là vị vua thứ 23 của nước Tào – chư hầu nhà Chu trong lịch sử Trung Quốc.
Tào Thanh công là con thứ của Tào Bình công – vua thứ 21 nước Tào và em của Tào Điệu công – vua thứ 22 nước Tào.
Theo Sử ký, năm 515 TCN, anh ông là Tào Điệu công sang triều kiến nước Tống, bị Tống Cảnh công bắt giam. Theo Kinh Xuân Thu, Tào Điều công qua đời trong nước. Người nước Tào bèn lập Cơ Dã lên nối ngôi, tức là Tào Thanh công.
Năm 510 TCN, Tào Thanh công bị chú là Cơ Thông – em của vua cha Tào Bình công – sát hại cướp ngôi. Ông ở ngôi được 5 năm.
Cơ Thông lên làm vua, tức là Tào Ẩn công.